# 熙洽
熙洽（1884年10月18日—1950年），愛新覺羅氏，滿洲正藍旗人:107。大清、中华民国、滿洲國军事及政治人物，推動滿洲民族主義，為滿洲國的策劃及執行者之一。

## 生平
熙洽于光绪十年（1884年10月18日）生于盛京（辽宁沈阳），為清朝宗室，是清太祖努爾哈赤親兄弟穆爾哈齊的後裔；其祖父和父亲任盛京总族长和盛京工部主事。熙洽早年就讀於日本东京振武學校與日本陆军士官学校骑兵科，1911年毕业。辛亥革命推翻满清后，熙洽曾經參與宗社黨的復辟活動，企图恢復清朝統治。1919年，张作霖在沈阳开办东北讲武堂，聘请熙洽担任教育长。
熙洽對日本態度親近，有意借用日本力量達成復辟。1931年九一八事變爆發之時，熙洽代理東北邊防軍駐吉林副司令官兼吉林省主席張作相的一切吉林官民政務。事件爆發後熙洽与原先熟識的日軍第2師團師長多門二郎將軍通聯，表達無意為敵的意圖。1931年9月21日，第2師團無血開城，進入省會吉林市。1931年9月23日，熙洽应日方要求，筹建新吉林省長官公署。1931年9月30日发布声明宣布吉林省独立于中华民国，並出任吉林省長官公署長官。之後熙洽更进一步提出讓溥儀復辟與建立滿洲國的計劃。
在1931年底，日軍主要已平定東北南部，並將戰線推到錦州與山海關一線，但東北北方並不平靜。由於熙洽與日本全面合作的態度激怒了東北軍，因此當時尚住防吉林省的部隊拒絕繳械，並決定和日本人持續對抗。包括馮占海、馬占山與丁超等人已經確立和日本人對抗的立場。日軍最初希望熙洽控制的吉林省軍可以獨立處理，因此要求他在1932年1月擊潰丁超，奪得國民政府在東北北方尚控制的哈爾濱。吉林省軍在1月25日攻進哈爾濱，爆發哈爾濱保衛戰，結果熙洽部隊卻無法擊潰丁超，只能向土肥原賢二求援。在1月28日，搭乘火車北上的日本帝國陸軍第2師團擊潰哈爾濱守軍，但由於氣候嚴寒拖延行軍，直到2月5日日軍才正式佔領哈爾濱，此時丁超已經北逃。1932年（大同元年）3月9日满洲國建國後，3月10日熙洽出任满洲國財政部總長兼吉林省省長。
熙洽的軍事能力被日本人質疑是因1932年3月29日的作戰，該次作戰滿州國軍計畫殲滅抗日救國軍將領李海青在農安鎮開設的根據地，日本帝國陸軍原本派遣密接空中支援試圖剿滅李海青部隊，結果熙洽部隊的無線電並無通聯導致錯失戰機，在日軍協助攻入農安鎮時，李海青部隊已撤離。在此役後日軍不再讓熙洽接觸軍事業務，把他送入滿州國政府中樞擔任文官。
1934年起，熙洽出任滿州國財政部大臣，1935年5月21日轉任宮內府大臣。1945年第二次世界大戰末期，满洲國在蘇聯的攻擊之下瓦解，熙洽也被蘇聯紅軍逮捕，解押到苏联西伯利亞。1950年熙洽與其他满洲國官員被引渡回中華人民共和國，当时正值朝鲜战争，原在辽宁省抚顺市的抚顺战犯管理所暂时迁往哈尔滨，1952年才迁回抚顺，所以熙洽就在遷至哈尔滨战犯管理所後不久病死。。嫡妻汪氏汪文庆之女，继妻张氏，张书紳之女。四子熙轮奂，熙宏毅，熙麟养，熙钟泰。

## 世系
熙洽的祖先可追溯到清太祖努爾哈赤的父親清顯祖塔克世：
- 十世祖清顯祖塔克世
- 九世祖诚毅勇壮贝勒穆尔哈齐
- 八世祖奉恩辅国恪僖公喇世塔，穆尔哈齐第十子。
- 七世祖三等輔國將軍喇克達，喇世塔第一子。
- 六世祖三等奉國將軍雍占，喇克達第二子。
- 五世祖式豐，雍占第四子。
- 高祖父富祿航阿，式豐第五子。
- 曾祖父慶泰，富祿航阿第一子。
- 祖父英瑞，慶泰第一子，曾任盛京总族长（管理未入关之爱新觉罗家族的最高负责人）。三子鶴龄（1847—1869），鸿龄（1854—？），鵕（jun）龄。
- 父亲鵕龄，（1859—1901）英瑞第三子，任盛京工部主事。
- 伯父鶴龄，（1847—1869）英瑞第一子，23岁病殁，无后，遂过继给其为嗣。